# 第6期本因坊戦
第6期本因坊戦（だい6きほんいんぼうせん）は、第5期本因坊戦終了後の1950年に開始され、1951年4月から行われた橋本昭宇本因坊と挑戦者坂田栄男七段による七番勝負で、橋本が4勝3敗で本因坊位を防衛した。この第6期から、それまでの1期2年から1期1年制に改められ、またそれが契機となって関西棋院独立問題が発生し、関西棋院の橋本と日本棋院の坂田による挑戦手合は東西対立の様相を帯びて緊迫したものとなった。

## 開催の経緯

### 制度変更の波紋（関西棋院独立）
本因坊戦を時代の趨勢にならって1期1年制にすべきという議論は以前から行われていたが、1950年5月に行われた第5期の継承式（就位式）にて津島寿一日本棋院理事長が祝辞の中で「次期から1期1年に改めたい」と発言し、これに橋本宇太郎が本因坊である自分に諒解を得ていないと反発した。1期1年は橋本自身の持論でもあったが、唐突に当期からの実施として発表されたことを問題視した。その波紋の中で、6月に主催紙毎日新聞、及び日本棋院と関西棋院の委員が出席して行われた東西連絡運営委員会にて、全員一致でこれが決定となった。しかし当時の関西棋院は1948年に日本棋院から法人としては独立したものの、経営的には日本棋院内組織となっており、いっそうの独立を進めようとする独立派と、改善は徐々に進めようとする協調派の2派が存在しており、運営委員会に出席していたのが協調派の棋士のみだったため、関西棋院内での対立が表面化し、理事の改選か行われて協調派は一掃された。関西棋院は9月、免状発行権を得て経営的に完全に独立した上で本因坊戦と大手合に参加することを日本棋院に要求し、また光原伊太郎、細川千仞ら協調派の棋士は関西棋院を離脱して日本棋院関西総本部を組織した。

### 軋轢の中の進行
本因坊戦自体は毎日新聞と日本棋院の契約によって成立していることから、日本棋院から離脱した関西棋院の棋士には参加資格もないことになり、橋本から本因坊を剥奪すべきという意見も出た。しかし毎日新聞としては「全日本棋士選手権戦」を建前とする以上は全棋士参加であることが望ましく、また日本棋院としては本因坊位は実力で奪還すべしということが総意となり、予選はそのまま進められた。また橋本はこの間にも呉清源との十番碁、及び本因坊対呉三番碁の対局も進めていた。
1950年12月に、リーグ戦を勝ち抜いた坂田栄男が挑戦者に決定した。ここで橋本から、自分が本因坊位を失っても次期から関西棋院の高段者が参加できるようにならなければ挑戦手合に応じない、という条件が出され、これが間組社長神部満之助らによる調停の末に1951年3月になって受け入れられて、挑戦手合七盤勝負は1月予定だったところ4月になって開始された。

## 方式
- 参加棋士 : 日本棋院（関西棋院を含む）の棋士の五段以上。
- 予選勝ち抜き者6名による挑戦者決定リーグ戦を行う。
- コミは4目半。
- 持時間は、各10時間。（対局者同士で10時間から13時間の範囲で合意）

## 結果
岩本薫前本因坊、藤沢庫之助九段、木谷實八段、長谷川章七段、高川格七段、坂田栄男七段の6名によってリーグ戦が行われた。木谷、長谷川、坂田が3勝2敗、残り3人が2勝3敗となり、同率決戦で坂田が長谷川、木谷を破り挑戦者となった。
プレーオフ : 木谷-長谷川、坂田-長谷川、坂田-木谷
橋本宇太郎が1勝3敗からの3連勝の逆転で、4勝3敗で本因坊位を防衛した。
 （△は先番）
七番勝負は、橋本には関西棋院の存亡がかかり、坂田には本因坊の奪還と言う日本棋院の期待を担っての対戦となった。第4局まで坂田が3勝1敗となり、第5局は山梨県昇仙峡で行われた。カド番の橋本は前日に身延山に参詣してきて、対局場に着くと「首を洗ってきました」と語った。碁は坂田が序盤から攻勢をかけたが、じっくり打ち進めた橋本が勝利。この二日目の夜に撮られた対局中の写真が、両者の迫力から「赤鬼青鬼」と呼ばれて後にまで有名となっている。

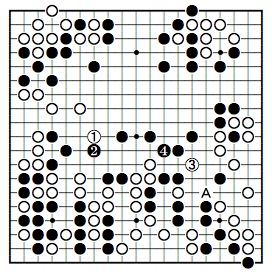
第6期本因坊戦挑戦手合七番勝負第6局 1951年6月27-28日 本因坊昭宇(先番)-坂田栄男

第6局も橋本が制し、3勝3敗で迎えた第七局は三重県志摩市賢島で行われた。握り直して橋本が先番となり、中盤まで細碁の局面で進むが、図の白1（128手目）から白3が好手で、先手で白Ａと打つ大きなヨセを残し、これに対する黒4が形勢不利を承知で覚悟を決めた「隠忍自重」の手と観戦記に書かれた。しかしこの後の折衝で黒はAの右に守る手順を得て、優勢となる。262手完、黒3目半勝。
橋本が防衛を果たしたことで関西棋院もその存在感を示し、経営的基盤を固めることが出来た。後に岩本薫はこの七番勝負を、「天保6年の本因坊丈和と赤星因徹の争碁とともに、わが国囲碁史上の二大争碁であった」とも語っている。しかし本因坊戦における関西棋院の処遇は、第7期以降にも問題を残すことになった。